# Trupanea browni
Trupanea browni är en tvåvingeart som beskrevs av Munro 1964. Trupanea browni ingår i släktet Trupanea och familjen borrflugor. Inga underarter finns listade i Catalogue of Life.